# Обдасола
Обдасо́ла (рос. Обдасола, марій. Овдасола) — присілок у складі Сернурського району Марій Ел, Росія. Входить до складу Марісолинського сільського поселення.

## Населення
Населення — 39 осіб (2010; 42 у 2002).
Національний склад (станом на 2002 рік):
- марі — 98 %